# Isokaze (1917)
El Isokaze (磯風 viento costero?) fue el primer destructor de la Clase Isokaze, a la que daba nombre. Sirvió en la Armada Imperial Japonesa durante la Primera Guerra Mundial, siendo retirado del servicio en 1935. 

## Características
Construido entre 1916 y 1917, el diseño del casco se basaba en el de la precedente Clase Umikaze, ligeramente incrementado en desplazamiento y tamaño. Sus cinco calderas descargaban a través de tres chimeneas ligeramente inclinadas hacia popa, simple la central y dobles las otras dos. El armamento principal consistía en cuatro piezas independientes en línea de crujía, dos a proa y otras dos a popa, así como tres montajes dobles lanzatorpedos.

## Historial
Activo cuando todavía no había concluido la Primera Guerra Mundial, el Isokaze no participó en ningún otro conflicto, pues fue retirado del servicio y desguazado en 1935, dos años antes del inicio de la segunda guerra sino-japonesa. Cinco años después de ser retirado, su nombre fue empleado por otro destructor, el Isokaze, de la Clase Kagerō.